# Olympiad Cờ vua thứ 42
Olympiad Cờ vua thứ 42, do Liên đoàn cờ Quốc tế (FIDE) tổ chức và bao gồm một giải đồng đội mở và giải đồng đội cho nữ, cũng như một số sự kiện nhằm thúc đẩy việc chơi cờ vua, được tổ chức ở Baku, Azerbaijan, từ 1-14 tháng 9 năm 2016. Đây là lần đầu tiên một giải Olympiad Cờ vua được tổ chức tại Azerbaijan tuy nhiên Azerbaijan đã từng tổ chức các giải đấu mạnh trong quá khứ, bao gồm giải cờ vua siêu hạng Shamkir nhằm tưởng niệm Vugar Gashimov (1986-2014) và Giải vô địch thế giới cờ vua năm 2015.
Tổng số kỳ thủ tham dự là 1,587, với 894 tham gia giải mở và 693 cho giải nữ. Số đội đăng ký đội là 180 đến từ 175 quốc gia với giải mở và 142 đội đến từ 138 quốc gia với giải dành cho nữ. Eritrea, Kosovo, và Nam Sudan là các đội lần đầu tiên tham gia. Địa điểm thi đấu được đặt tại Baku Crystal Hall. Trưởng trọng tài của sự kiện này là Trọng tài Quốc tế của Azerbaijan, Faiq Hasanov.
Đoàn Hoa Kỳ đã giành huy chương vàng trong giải đồng đội mở lần đầu tiên kể từ năm 1976 và là lần thứ sáu của họ, trong khi Trung Quốc giành được huy chương vàng thứ năm của nước này trong giải nữ, và là huy chương vàng đầu tiên kể từ năm 1994 sau khi họ đoạt huy chương bạc trong ba kỳ Olympiad Cờ vua trước đó. Kỳ thủ người Ucraina Andrei Volokitin, với tư cách một kỳ thủ dự bị, đạt điểm số cao nhất của giải mở - 8 ½ trong 9 ván (tám thắng và một hòa) với Rp 2992. Kỳ thủ nữ người Nga Valentina Gunina, chơi bàn 2, là kỳ thủ đạt số điểm cao nhất trong giải nữ với 8 điểm sau 10 ván (7 thắng, 2 hòa và 1 thua) với Rp 2643.